# Nikolaj Sørensen
Nikolaj Sørensen (født 18. februar 1989) er en dansk isdanser, der i øjeblikket konkurrerer for Canada med sin partner Laurence Fournier Beaudry. Sammen er de canadiske nationale bronzemedaljevenner i 2019 .
Fournier Beaudry og Sørensen konkurrerede tidligere for Danmark, vandt seks ISU Challenger Series-medaljer og repræsenterede Danmark ved verdens- og europamesterskabet. I marts 2018 frigav Danmark dem til at konkurrere for Canada.